# Markus Ambach

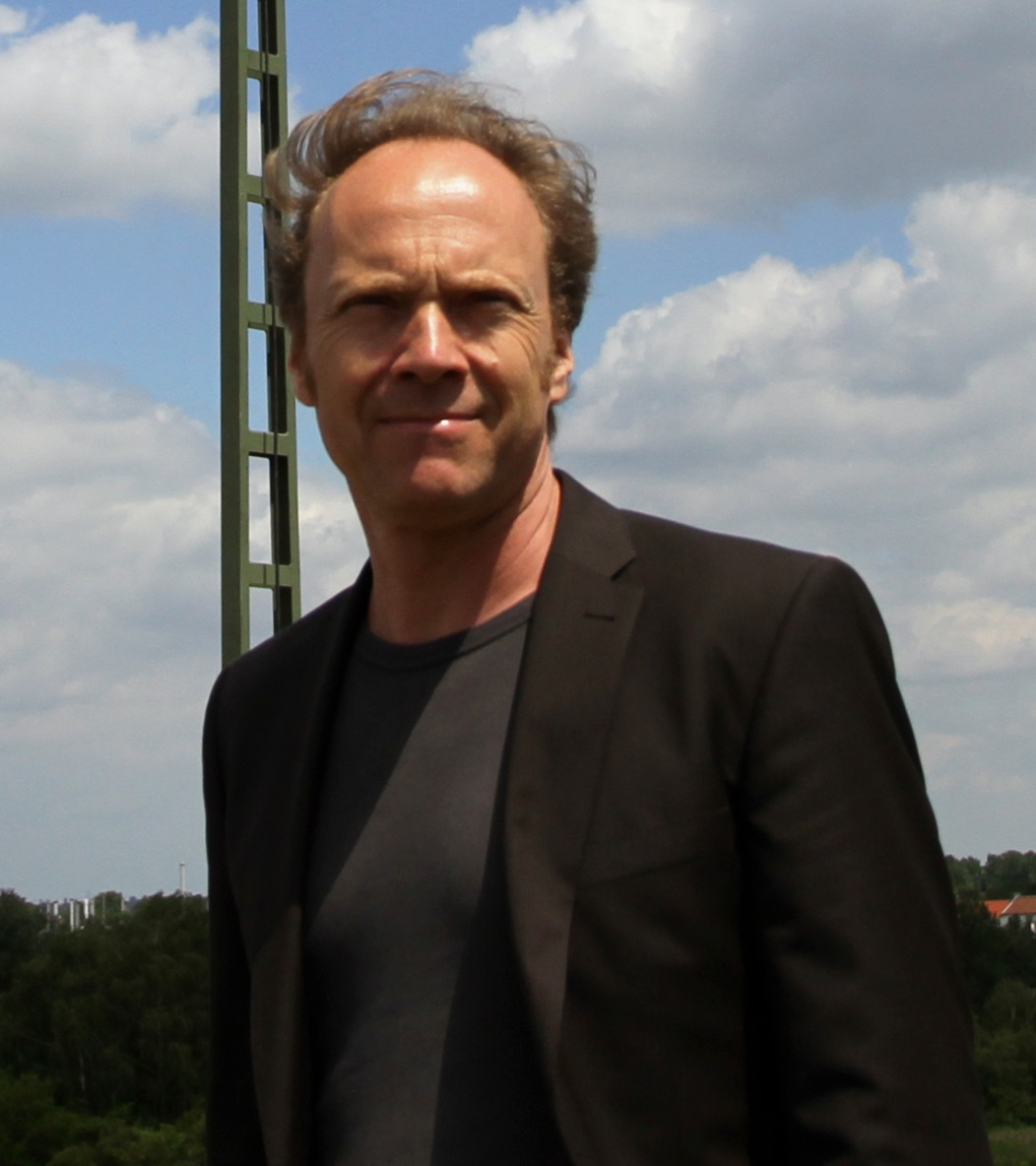
Markus Ambach (2014)

Markus Ambach (* 1963 in Darmstadt) ist ein deutscher Ausstellungsmacher, Künstler, Kurator, Autor und Initiator von Kunstprojekten im öffentlichen Raum. 2002 gründete er die Projektplattform MAP. 2022 war er mit dem Projekt Eine Landschaft Teilnehmer der Documenta fifteen.

## Ausbildung und Werdegang
Markus Ambach studierte von 1984 bis 1987 an der Hochschule für Gestaltung in Offenbach am Main und 1987 bis 1990 an der Kunstakademie Düsseldorf. Er war Meisterschüler bei Christian Megert (1990). Nach zahlreichen Ausstellungen im In- und Ausland als Künstler begann er 2002 mit der freien Projektarbeit im öffentlichen Räumen.

## Projekte
Ambach gründete 2002 die Projektplattform MAP, die international kontextbezogene Projekte im Stadtraum, aber auch andere themenspezifische Ausstellungsformate entwickelt und durchführt.  Ausstellungen wie B1|A40 Die Schönheit der großen Straße im Jahr 2010 zur Kulturhauptstadt Ruhr.2010 und 2014 thematisieren mit Künstlern, Wissenschaftlern, Anliegern und anderen gesellschaftlichen Gruppen kontextspezifisch das Verhältnis von Kunst, Gesellschaft, Urbanität und Stadt. Ein spezifisches Interesse von Ambach gilt zudem dem Thema „Repräsentationen von Natur im städtischen Kontext“. Ausstellungsprojekte in Gärten, Parks und Zoos interpretieren vermeintliche Naturräume als kulturelle Orte der Repräsentation von Natur im städtischen Kontext.
- Auf Einladung von ruangrupa entwickelte Ambach zur documenta 15 im Jahr 2022 unter dem Titel Eine Landschaft[8] einen zwei Kilometer langen Wanderparcours mit und zu den Anliegern des unbekannten Kasseler Ostens. An zehn künstlerisch inszenierten Stationen zeigte Ambach deren Projekte zwischen Solidarischer Landwirtschaft, Selbsterntefeld und Syrischem Imbiss als fundamentales lokales Wissen, das in Zukunft eine bedeutende Rolle bei der gesellschaftlichen Entwicklung spielen muss. Im Basement des ruru-Hauses[9] dokumentierte eine 20 Meter lange Objektgrafik zudem diese Landschaft in Form einer lokalen Wunderkammer.
- Im Jahr 2022 entwickelte Ambach im Auftrag und in Kooperation mit dem Museum Folkwang und Peter Gorschlüter das Projekt Folkwang und die Stadt zum 100. Jubiläum des Museums. Mit Künstlern wie Jeremy Deller, Simon Starling, Anouk Kruithoff oder Neil Beloufa öffnete sich das Museum erstmals mit einer großen Ausstellung im öffentlichen Raum der Stadt und ihren urbanen Themen.

- 2017 und 2018 führte Ambach das interdisziplinäre Ausstellungsprojekt Von fremden Ländern in eigenen Städten im Düsseldorfer Bahnhofsviertel durch. Nach einem Prolog im Jahr 2017 mit einem umfangreichen Veranstaltungsprogramm, fand 2018 eine große Ausstellung im öffentlichen Raum mit Künstlerinnen und Künstlern wie Katharina Sieverding, Andreas Siekmann, Natascha Sadr Haghighian, Paloma Varga Weisz und Neil Beloufa statt.[10][11]
- 2017 führte er zusammen mit Kay von Keitz im Rahmen von „Stadt sehen“ des Schauspiel Köln das Projekt „Mülheimer Wunderkammer“ durch.
- 2016 kuratierte Ambach zusammen mit Susanne Titz die Ausstellung „Von den Strömen der Stadt“ mit neuen künstlerischen Positionen zum Verhältnis von Kunst, Urbanität und Öffentlichkeit im Museum Abteiberg, Mönchengladbach.[12]
- Seit 2012 führt Ambach zusammen mit dem Museum Abteiberg das Projekt „Ein ahnungsloser Traum vom Park“ durch. Es beschäftigt sich in mehreren Phasen mit der Integration des Museums in sein städtisches Umfeld und setzte einen Dialog zwischen Kunst im öffentlichen Raum, Planungsinitiativen und städtischen Akteuren in Gang.[13]
- Ebenfalls seit 2012 setzt Ambach auf dem Gelände der ehemaligen Zeche Lohberg das kuratorische Konzept „Choreografie einer Landschaft“ um. Thomas Schütte und Jakob Kolding haben dort für den neu angelegten Bergpark Arbeiten realisiert. Jeanne van Heeswijk und Folke Köbberling und Martin Kaltwasser haben partizipative Projekte angestoßen und arbeiten langfristig vor Ort.[14]
- Zwischen 2012 und 2014 führte Ambach zusammen mit Kay von Keitz den Modellversuch „Der urbane Kongress“ im Auftrag der Stadt Köln durch, der das Bewusstsein für die Zusammenhänge zwischen Kunst und Stadtraum (wieder)herstellen und Konzepte für den zukünftigen Umgang mit Kunst im öffentlichen Raum entwickeln möchte.[15]
- In den Jahren 2010 bis 2012 betrieb Ambach den Projektraum „The Chain“. Die Gruppen- und Einzelausstellungen in den Räumen in Düsseldorf Bilk widmeten sich den Strukturen und Bedingungen künstlerischer Arbeit und Wertproduktion.[16]
- 2009 initiierte Ambach zusammen mit dem Kunstverein für die Rheinlande und Westfalen das interdisziplinäre diskursive Projekt „Das uneingelöste Versprechen“ zur Architektur der 1970er-Jahre und zum damals aktuellen Stadtplanungsdiskurs in Düsseldorf.
- Ebenfalls 2009 untersuchte er mit dem Projekt „Public Garden Public Generation“ in Kooperation mit dem Neuen Aachener Kunstverein den städtischen Park als letzten offenen Ort der Stadtgesellschaft.
- Zehn Jahre lang (zwischen 2003 und 2012) organisierte er zusammen mit der Künstlerin Birgit Jensen die Veranstaltungsreihe WG/3ZI/K/BAR im Künstlerverein Malkasten Düsseldorf. Die WG war ein offenes Haus und Treffpunkt für Künstler.[17]
- 2007–2009 stellte Ambach im dreiteiligen Projekt „parcours interdit“ die Kulturalisierung von Natur am Thema des Parks in den Fokus. In einer Ausstellung im „Jacobigarten“ des Düsseldorfer Künstlervereins Malkasten formulierten verschiedene Arbeiten den Park als choreografierte Inszenierung von Natur als deren Repräsentation im städtischen Kontext.
- Mit „stadtraum.org“ begann 2002 Ambachs Engagement für eine Kunstkommission in Düsseldorf, die inzwischen von der Stadt Düsseldorf unter seiner Mitwirkung umgesetzt wurde. Mit Andrea Knobloch betrieb er bis 2006 ein Diskussionsforum zur Kunst im öffentlichen Raum, das im Modellversuch Kunstkommission für Düsseldorf an fünf Düsseldorfer Schulen mündete.[18]
- Sein erstes Projekt führte Markus Ambach in seinem eigenen Garten durch. Von 2002 bis 2004 lud er Künstler ein, dort im Rahmen von „Wildlife“ ihre Arbeiten zu zeigen und Konzerte o. ä. zu organisieren.[19]

## Lehrtätigkeit
2017 / 2018 hatte er den Lehrstuhl für Plastik an der RWTH Aachen inne. 2014–2015 hatte er eine Vertretungsprofessur an der staatlichen Akademie der bildenden Künste in Stuttgart inne. 2005–2007 und 2012–2013 bekleidete er einen Lehrauftrag an der Universität der Künste Berlin.  2006–2007 eine Stiftungsprofessur an der Offenbacher Hochschule für Gestaltung. 2005–2006 hatte Markus Ambach einen Lehrauftrag an der Akademie der Bildenden Künste Stuttgart.

## Ausstellungen (Auswahl)
Neben der Tätigkeit als Ausstellungsmacher und Projektautor, die im Zentrum von Ambachs Arbeit steht, nimmt er seine frühere künstlerische Praxis sporadisch wieder auf, auch um auf die Herkunft der Projektarbeit aus dem künstlerischen Umfeld zu verweisen:
- 2022: Eine Landschaft, documenta 15, Kassel
- 2017: Hacking Urban Furniture, ZK/U Zentrum für Kunst und Urbanistik, Berlin
- 2014: Tatort Paderborn – Phänomen Fußgängerzone, Paderborn[21]
- 2012: Museucampus, Museu do Chiado, Lissabon, Portugal
- 2011: Im Garten, Nordico Stadtmuseum, Linz, Österreich
- 2010: Über Wasser gehen, Kulturhauptstadt Ruhr.2010
- 2010: Track Changes, Galerie für zeitgenössische Kunst, Leipzig
- 2010: Hotel Chelsea Suites, Plan 10, Köln
- 2009: Gartenstadt-Stadtgarten, Kunstverein Hildesheim
- 2009: Asyl e. V., Neuer Aachener Kunstverein, Aachen[22]
- 2008: What game shall we play today?, Tokyo Wonder Site, Tokio, Japan
- 2008: Institut für Alpine Angelegenheiten, Manifesta 7
- 2008: Galerie Rupert Pfab, Düsseldorf[23]

## Arbeitsgruppen (Auswahl)
Markus Ambach arbeitet in verschiedenen Arbeitsgruppen und initiiert solche:
- seit 2020: Initiativkreis Manifesta 16 Ruhrgebiet
- seit 2020: Mitglied der Jury für Kunst im öffentlichen Raum Stuttgart

- 2017–2019 Mitglied der KÖR-Jury (Kunst im öffentlichen Raum Wien)[24]

- KUKODUS – Arbeitsgemeinschaft zur Vorbereitung einer Kunstkommission für „Kunst am Bau“ in Düsseldorf[25]
- Freie Gruppe Düsseldorf[26]

## Auszeichnungen (Auswahl)
- 2010: „Die besondere Ausstellung 2010“ Auszeichnung durch den Kritikerverband AICA für das Projekt „B1|A40 Die Schönheit der großen Straße“
- 1994: Förderpreis für bildende Kunst der Landeshauptstadt Düsseldorf

## Publikationen (Auswahl)
- als Hrsg.: Folkwang und die Stadt. Verlag der Buchhandlung Walther König, Köln, 2022, ISBN 978-3-7533-0514-1 (deutsch, englisch).
- als Hrsg.: Ein ahnungsloser Traum vom Park | Von den Strömen der Stadt. Verlag der Buchhandlung Walther König, Köln, 2017, ISBN 978-3-96098-169-5 (deutsch, englisch).
- als Hrsg.: Eine Landschaft. documenta 15. Eigenverlag MAP (deutsch, englisch).
- als Hrsg.: Von fremden Ländern in eigenen Städten. Eigenverlag MAP (deutsch, englisch).
- als Hrsg.: Choreografie einer Landschaft. Wienand Verlag, 2015, ISBN 978-3-86832-302-3.
- als Hrsg.: B1| A40 Die Schönheit der großen Straße 2014.  Wienand Verlag, 2015, ISBN 978-3-86832-301-6 (deutsch, englisch).
- mit Kay von Keitz (Hrsg.): Der urbane Kongress. Kunst und Stadt im Kontext. Ein Modellprojekt im Rahmen des StadtLabors für Kunst im öffentlichen Raum, Köln. Wienand Verlag, Köln 2015, ISBN 978-3-86832-267-5.
- Künstlerverein Malkasten (Hrsg.): WG/3Zi/K/Bar. Ein Haus für KünstlerInnen.Gäste.Freunde. Düsseldorf 2013, ISBN 978-3-00-045900-9.
- Parcours Interdit. Düsseldorf 2011, OCLC 935487831.
- als Hrsg.: B1| A40 Die Schönheit der großen Straße 2010 Jovis Verlag, 2010, ISBN 978-3-86859-077-7 (deutsch, englisch).
- mit Jörg Beckmann, Jens Renner, Jeroen Verbrugge: Mobilität und Sicherheit. Offenbach 2007, ISBN 978-3-921997-65-9.
- als Hrsg.: wildlife. Richter Verlag, Düsseldorf 2005, ISBN 3-937572-42-2.